# Alpy (Rybienko)
Alpy – przysiółek wsi Rybienko w Polsce położony w województwie pomorskim, w powiecie wejherowskim, w gminie Gniewino. Miejscowość jest częścią składową sołectwa Rybienko. Nazwa Alpy wzięła się z licznych pagórków, znajdujących się w pobliskich lasach.
W latach 1975–1998 miejscowość administracyjnie należała do województwa gdańskiego.